# Idiodes argillina
Idiodes argillina är en fjärilsart som beskrevs av Turner 1922. Idiodes argillina ingår i släktet Idiodes och familjen mätare. Inga underarter finns listade i Catalogue of Life.